# Enthacanthodes
Enthacanthodes is een geslacht van rechtvleugeligen uit de familie sabelsprinkhanen (Tettigoniidae). De wetenschappelijke naam van dit geslacht is voor het eerst geldig gepubliceerd in 1895 door Redtenbacher.

## Soorten
Het geslacht Enthacanthodes omvat de volgende soorten:
- Enthacanthodes ecuadoricus Beier, 1954
- Enthacanthodes parvus Brunner von Wattenwyl, 1895
- Enthacanthodes semimuticus Brunner von Wattenwyl, 1895
- Enthacanthodes spinosus Beier, 1954
- Enthacanthodes tesselatus Piza, 1980